# 2023年法國養老金改革罷工
2023年法國养老金改革罢工，是指法国自2023年1月19日以来，反对伊莉莎白·博恩政府养老金改革计划将退休年龄从62岁提高到64岁的人士组织的一系列总罢工和示威。

## 背景
2023年1月10日，法國政府提出的退休改革方案，包括最低退休年齡和養老分攤金繳費期限。最低法定退休年齡將從62歲逐漸提高至64歲，從9月份起，退休年齡每年延長三個月，到本屆總統任期屆滿的2027年，退休年齡將延至63歲零3個月，即是工作43年零3個月才可領取全額退休金，然後逐年累計，至2030年，達致實現64歲退休的總目標；另外，隨之將獲得全額養老金的養老分攤金繳費年限也從42年延長到43年。法國總理博恩表示，「如果不採取任何措施，財政赤字將增加，這將不可避免地導致養老金領取者的購買力下降或增加稅收。」改革養老金制度是為了避免以上情況發生，認為延長工作時間將是拯救一個因結構性赤字而處於危險中的系統的必要措施，具有迫切性，並指政府提出的退休改革方案與歐洲鄰國已經實施的相似。
按照法国宪法，法国国民议会和参议院须对该方案进行投票表决，方案均需获得超过半数支持才能通过。由于反对改革方案的呼声很大，国民议会和参议院共同组成联合委员会，对政府原方案进行了一些调整。
3月16日，参议院和国民议会分别对修改后的方案进行投票表决。参议院当天投票通过了方案。因考虑到国民议会中反对声音较大，政府最终决定动用宪法相关条款授权，绕过国民议会投票，强行通过改革方案。但是，一旦政府动用这一特殊授权，国民议会就有权提出对政府的不信任案并进行表决。如果国民议会通过不信任案，政府将下台，改革方案也同时被否决。如果不信任案被否决，改革方案也就获得通过。
20日晚，国民议会就一份跨党派联合不信任案和一份由极右翼政党提出的不信任案进行表决。两项表决的支持票数均未过半，不信任案被否决，退休制度改革方案也最终在国民议会获得通过。
民調顯示，68%的法國人對這項養老金改革表示反對，而32%的人表示支持。

## 时间线

### 1月

#### 1月19日
1月19日，法国内政部统计有112万示威者，其中巴黎有8万人。法国总工会方面表示全法超过200万人参与示威游行，其中巴黎有40万人参与。据报道，该国发生了200多起示威活动。
| 城市       | 警方數字 | 工會數字                                    |
| ---------- | -------- | ------------------------------------------- |
| 巴黎       | 80,000   | 400,000                                     |
| 马赛       | 26,000   | 140,000                                     |
| 里昂       | 23,000   | 38,000                                      |
| 图卢兹     | 36,000   | 50,000                                      |
| 尼斯       | 7,500    | 20,000                                      |
| 南特       | 40,000   | 75,000                                      |
| 蒙彼利埃   | 15,000   | 25,000                                      |
| 斯特拉斯堡 | 10,500   | 不适用 据媒体报道，有 18,000 到 20,000 人。 |
| 波尔多     | 16,000   | 60,000                                      |
| 里尔       | 16,000   | 50,000                                      |

#### 1月21日
1月21日，学生和青年组织在巴黎组织了另一场示威活动。
不同团体组织的示威活动发生在其他城市，如迪南、利摩日或里昂。

#### 1月31日
1月31日，法國出現自1月19日之後第二波大規模罷工浪潮，八個主要工會參加了罷工。總工會表示，僅在巴黎就有50万抗議者聚集，而工會估計法國的總人數高達280萬，當局則估計參與罷工人數為87,000人。為應對全國二百多個城鎮發生的示威活動，當局部署11,000名警察，在巴黎的沃邦廣場發生了一些小規模衝突，有30人被捕。
總工會表示，至少有四分之三的工人在道達爾煉油廠和燃料庫罷工，道達爾表示，已停止從其法國工廠運送石油產品，但滿足客戶的需求。法國電力公司表示，40.3%的工人罷工。交通亦嚴重中斷，巴黎郊外四分之三的火車取消，巴黎只有兩條無人駕駛地鐵線路正常營運。教師工會也表示，大約有55%的中學教師已經罷工，政府則公佈教師罷工數字只有前者四分之一，並有所減少。

### 2月

#### 2月7日
2月7日，法国工会发起第三轮全国罢工。據總工會稱，巴黎有40萬人示威，比1月31日減少了10萬人，並表示總共有超過2,000,000名罷工者參加了示威，而警方估計大約有757,000名罷工人士參加了抗議活動。

#### 2月11日
2月11日，法國的全國抗議活動已第四天。據總工會稱，超過250万人參與示威，與2月7日相比增加了50萬人，而內政部則稱有963,000人參與，與2月7日相比增加了20萬多人。在巴黎，總工會指有超過500,000人參與示威，反對改革，而根據有關地方當局的說法，有93,000人參與示威。

#### 2月16日
2月16日，法国多地持续爆发反對养老金改革的抗议，超過130万人参与抗议。

### 3月

#### 3月5日
第六輪罷工於3月5日開始，預計火車司機、工業、天然氣和電力工人以及教師都將在周二罷工，而工會代表表示這些罷工將長期持續，並警告公共交通輪流罷工可能導致該國部分地區連續數週癱瘓。在巴黎，大部分線路的地鐵交通將受到限制，主要是在高峰時段。警方預計全國有110至140萬人參與260多場抗議活動。總工會表示，僅在巴黎就有多達700,000名示威者。
隔天3月6日晚上，法國總理伊莉莎白·博恩表示，她尊重人們抗議的權利。但她在France 5電視頻道採訪中表示，工會領導人呼籲人們讓經濟陷入癱瘓是「不負責任的」，因為這將主要懲罰人口中「最脆弱的」群體。

#### 3月7日
3月7日清晨，示威活動持續，雷恩市的一條國道自凌晨1點以來已被約100名示威者封鎖。法國各地煉油廠的燃料供應也因罷工工人而受阻。總工會指有350萬名示威者參與，而內政部則記錄了128萬人參加示威活動，數字略高於1月31日反對改革的前一輪示威期間估計的127萬人。

#### 3月15日
據報全國各地發生200起抗議活動。內政部報告稱全國有48萬人遊行，其中37,000人集中在巴黎，而總工會統計全國和巴黎參與的人數為178萬人和45萬人。法國警方預計全國將有650,000至850,000名示威者，少於前一周最大規模的抗議活動，初步數據顯示與前幾天相比，能源和交通部門的罷工人數在中午有所下降。
參加罷工的有火車司機、學校教師、碼頭工人、煉油廠工人以及垃圾收集員，他們繼續其為期十天的罷工行動。
警方報告說，一群示威者“襲擊了一家小企業”，遊行開始後三小時內有九人被拘留。由八個工會協調和組織的遊行在意大利廣場結束。 
液化天然氣業務暫停，公共交通受到嚴重影響，40%的高速列車和一半的區域列車被取消，巴黎地鐵運行速度較慢。法國民航局警告延誤致巴黎奧利機場 20% 的航班被取消。
據報在其他地方也發生了示威活動，如雷恩、勒阿弗爾、南特和里昂，以及在奧克西塔尼亞、尼斯、蒙托邦和圖盧茲。
內政部長熱拉爾德·達爾馬寧已要求巴黎市政廳強制部分垃圾工人重返工作崗位，稱街道上的集結是一個“公共衛生問題”。 巴黎市長安妮·伊達戈表示她支持罷工，政府發言人回應，如果她不遵守，內政部將“準備採取行動”。
同日，由七名參議員和七名國民議會議員組成的委員會在閉門會議上就最終文本達成一致。

#### 3月16日
3月16日，法案交由國會表決，參議院對法律進行了表決，在參議院獲通過後，然後由國民議會接收法律文本，以讓國民議會進行表決。參議院以193票贊成、114票反對，通過了該法案。由於政府無法保證於國民議會贏得多數票，總理博恩於國會議員計劃對法案進行投票前幾分鐘表示，運用憲法第49.3條，以便不經投票，繞過國民議會推行養老金改革，認為不能冒險令歷經175小時的議會辯論破裂。此舉引起反對派的憤怒，有人嘲笑總理，高唱馬賽曲，並在議會舉起抗議的標語。極右翼反對黨領袖瑪琳·勒龐建議，將對埃马纽埃尔·马克龙總統的政府提出不信任動議。
民眾在協和廣場舉行集會，有7,000人參與，隨後點燃篝火，手持盾牌和警棍的警察部署催淚瓦斯，試圖清場。據報警方拘捕120人，指“涉嫌試圖造成損害”。 總工會宣布將於3月23日舉行進一步的罷工和示威活動，其負責人表示，強制通過該法律“顯示出對人民的蔑視”。

#### 3月20日
法國國民議會表決針對馬克龍政府的不信任動議，在左翼支持下的中間派議員提出，提出的議案，獲278票，距離通過所需的287票相差9票；由極右翼國民聯盟提出的第二項動議在國民議會僅獲94票。
法案將提交憲法法院審查，並可能在未來幾天內成為法律。反對派正尋求向憲法委員會提出上訴，以阻止部分或全部法律，而委員會將有長達一個月的時間來考慮對該立法的任何反對意見。極右翼領導人瑪琳·勒龐表示，她將在21日向憲法委員會提出審查該法案的請求。

#### 3月22日
法國總統馬克龍接受傳媒訪問時表示，養老金改革對於在未來幾年人口結構變化的情況下平衡法國的養老金體系是「必要的」，指“將開始看到他們的養老金平均每年增加600歐元”，並表示對暴力零容忍，他將法國國內示威與美國和巴西的騷亂進行比較，指政府尊重和傾聽，但「不能接受叛亂分子和派系」。

#### 3月23日
據總工會稱，法國約有350萬人參加反對養老金改革的抗議活動。當局表示，法國各地參加抗議活動的示威者人數僅為108萬人，其中巴黎有119,000人集會。內政部的數據顯示23日的抗議活動成巴黎自是次罷工開始以來最大規模。示威活動造成149多名警察和憲兵受傷，172人被捕。目前已進行第九輪抗議活動，有部分商店、候車亭被摧毀，波爾多市政廳遭縱火，警方於巴士底廣場施放催淚瓦斯驅離民眾。
法國愛麗舍宮和英國白金漢宮表示，因應法國國內局勢，英國國王查爾斯三世將延遲訪問法國。

#### 3月25日
法國總統馬克龍強烈譴責當地周四反對退休改革示威中的暴力行為，他在布魯塞爾出席歐盟峰會後的記者會上表明，強調不會向暴力屈服，並以最大的力量譴責暴力。
周四的示威是2023年以來，連場反對退休改革抗議活動中最暴力的一天。單是巴黎周邊地區就有900多處被縱火，當局指責無政府主義者焚燒因清潔工人罷工而堆積在路邊的垃圾，又打爛店舖玻璃窗，並多次與防暴警員衝突。內政部說，警方拘捕超過450人，441名警員受傷。
人權組織譴責警方過度及危險地使用武力，損害公民抗議的權利。
受到示威影響，英國國王查爾斯三世原定3月底訪問法國的行程被推遲。愛麗舍宮發表聲明說，馬克龍與查爾斯三世通過電話，兩國政府共同決定推遲訪問。馬克龍說，行程將重新安排在初夏展開。

#### 3月27日
法國反年改示威民眾於3月27日擋住巴黎羅浮宮入口。
一小群示威民眾聚集在羅浮宮的玻璃金字塔前抗議，他們反對政府要將勞工的退休年齡調高2年到64歲，以平衡退休金預算。其中一項抗議標語寫著「60歲退休─減少工作活得長久」。
一名來自墨西哥的遊客說，「這很荒謬，我們帶著孩子從世界各地來，要參觀一間博物館，荒謬的是有20多人擋住入口。」而一名來自英國的遊客則表示，「我真的理解他們為什麼要這麼做，這並沒有錯。但我們都想進去看蒙娜麗莎。」
除示威民眾外，羅浮宮也有員工參加在這座博物館外的抗議活動。羅浮宮一名導覽人員向遊客表示，「我們希望你們能夠理解我們這樣做的原因。」
法國工會28日將舉行第十次的全國性罷工及抗議活動。法國各地早已因反年改發生多起示威活動。
巴黎警方表示，他們已進行一項行動，防止民眾在當地另一座博物館龐畢度中心前，舉行未獲授權的集會。

### 4月

#### 4月6日
法國內政部估計有57萬人參加4月6日的罷工。而法國工會聲稱，人數還要多很多，接近200萬。
鐵路工人於4月6日闖入貝萊德的巴黎總部，他們高喊著反資本主義的口號，還扔擲煙霧彈。示威者說，「我們在這高歌，因為它象徵著銀行和財富」、「現在只有一條出路，撤銷法案就是勝利。」鐵路工人於中午左右進入貝萊德，沒有遇到任何阻礙，20分鐘後出來，繼續在巴黎市中心示威。
據了解，警方很快就到場，在此之前，法國外貿銀行也成為激進分子的目標，銀行總部被當非政府組織Attac佔領2個小時。
里昂、雷恩、里爾及巴黎的高中和大學校園，也再次被封鎖，一些大學歷史遺址被垃圾桶和腳踏車擋住了幾個入口，校方告知學生，學校無法正常上課。
示威民眾於當天在巴黎上街抗議，遊行路線穿過第六區。圓亭咖啡館是馬克宏最喜歡的餐廳之一，該咖啡館遭到示威民眾縱火。咖啡館老闆緊急從二樓向遮陽篷澆水，但部分遮陽篷仍被燒毀。防暴警察隨後在咖啡館周圍設置路障，抗議者向咖啡館和警察丟石塊、瓶子等。

#### 4月13日
法國舉行第12次全國罷工行動。根據法國內政部的最新數據，當日約有38萬人參加了法國各地的抗議活動，其中42,000人在巴黎。示威者闖入奢侈品品牌LVMH的總部，南部鐵路工會代表Fabien Villedieu指：「如果你正在尋找資金來資助養老金，那就從億萬富翁的口袋裡拿吧。」

#### 4月14日
法國憲法委員會批准總統馬克龍養老金改革的主要內容，包括將退休年齡從62歲提高到64歲，認為立法符合法律規定。六項小提案則被否決，以及反對馬克龍的政治左翼人士提出的就年齡問題進行全民公決的提議，被否決的包括強制大型企業公佈其僱用55歲以上員工人數的數據，以及為年長工人制定特殊合同。法國總理博恩形容「今晚沒有贏家或輸家」 。馬克龍辦公室表示，總統將在未來幾天簽署該法案成為法律。勞工部長奥利维尔·杜索普特表示，政府冀於9月1日之前實施有關改革。工會拒絕馬克龍下週討論該問題的邀請，並敦促他不要簽署該法案，理由是該計劃「遭到公眾的大規模拒絕」。憲法委員會作出裁決前幾小時，馬克龍邀請工會於4月18日會面，但工會拒絕，指他拒絕了工會之前提出的會面提議。法國總工會表示，如果馬克龍簽署該法案，任何工會領導人都不會與他交談，敦促工人「在全國範圍內加強罷工行動」。號召在5月1日勞動節舉行全國性抗議活動。

#### 4月15日
法國總統馬克龍簽署養老金改革法案，並正式頒布成為法律，將於9月1日生效。

### 5月

#### 5月1日
法國各地不少示威者舉行集會，抗議當局推行養老金改革。示威演變成衝突，警方施放催淚氣體。根據內政部公佈的數據，估計有782,000人參與法國各地的抗議活動。巴黎警察局的數據顯示，巴黎估計有112,000名抗議者。法國總工會則估計，巴黎有50萬人參與，全國有230萬人。根據內政部的數據，已有291人被拘留，至少108名警察受傷。